# Студена (Караш-Северин)
Студена (рум. Studena) насеље је у Румунији у округу Караш-Северин у општини Корнерева. Oпштина се налази на надморској висини од 694 m.

## Становништво
Према подацима из 2002. године у насељу је живело 61 становника, од којих су сви румунске националности.